# Penisola di Pakri
Lo penisola di Pakri è una penisola del nord Europa che si estende nella zona nord-ovest dell'Estonia affacciandosi nel Mar Baltico. La penisola è lunga 12 chilometri e occupa una superficie di circa 40 chilometri quadrati.
Parti della penisola furono protette nel 1998 come Riserva del paesaggio di Pakri sulla base delle sue caratteristiche geologiche, floristiche, faunistiche e storiche.
Sulla penisola si trova la città portuale di Paldiski.